# Tychaedon
Tychaedon – rodzaj ptaków z podrodziny muchołówek (Muscicapinae) w rodzinie muchołówkowatych (Muscicapidae).

## Występowanie
Rodzaj obejmuje gatunki występujące w Afryce Subsaharyjskiej.

## Morfologia
Długość ciała 15–19 cm, masa ciała 19–42 g.

## Systematyka

### Etymologia
- Tychaedon: gr. τυχη tukhē – „szansa, szczęście”, od τευχω teukhō – „spowodować”; αηδων aēdōn, αηδονος aēdonos – „słowik, śpiewaczka”, od αειδω aeidō – „śpiewać”[5].
- Aedonopsis: gr. αηδων aēdōn, αηδονος aēdonos – „słowik, śpiewaczka”, od αειδω aeidō – śpiewać; οψις opsis – „wygląd”[6]. Gatunek typowy: Cossypha signata Sundevall, 1850.

### Podział systematyczny
Takson wyodrębniony ostatnio z Cercotrichas. Do rodzaju należą następujące gatunki:
- Tychaedon coryphoeus (Vieillot, 1817) – drozdówek śniady
- Tychaedon signata (Sundevall, 1850) – drozdówek brunatny
- Tychaedon leucosticta (Sharpe, 1883) – drozdówek leśny
- Tychaedon quadrivirgata (Reichenow, 1879) – drozdówek białosterny
- Tychaedon barbata (Hartlaub & Finsch, 1870) – drozdówek brodaty